# Over My Head (Cable Car)
«Over my head (Cable Car)» (originalmente «Cable Car») es el primer sencillo de la banda estadounidense de rock The Fray para su álbum debut How to Save a Life del año 2005. Alcanzó la posición número 8 en la Billboard Hot 100. El sencillo está disponible exclusivamente como  descarga digital. Algunos CD Singles de la canción se entregaron a los asistentes de un concierto el 17 de diciembre de 2005, el CD fue respaldado con "Heaven Forbid" y una versión en vivo de "Hundred". En el  Reino Unido, "Over My Head (Cable Car)" fue lanzado como el segundo sencillo del álbum, después de "How to save a life ". 

## Significado de la canción
La canción trata de la relación del cantante y pianista Isaac Slade con su hermano, Caleb, apodado "Cable Car".

## Video
El video musical muestra a los miembros de la banda como niños, que atraen la atención de otros niños al tocar varios instrumentos. 